# Tipula anatoliensis
Tipula anatoliensis är en tvåvingeart som beskrevs av Theowald 1978. Tipula anatoliensis ingår i släktet Tipula och familjen storharkrankar. Inga underarter finns listade i Catalogue of Life.